# Ptilodactyla rufithorax
Ptilodactyla rufithorax is een keversoort uit de familie Ptilodactylidae. De wetenschappelijke naam van de soort is voor het eerst geldig gepubliceerd in 1917 door Pic.